# OnePlus 6
OnePlus 6 é um smartphone Android fabricado pela OnePlus. Foi lançado oficialmente em 16 de maio de 2018, sucedendo a OnePlus 5T. É o primeiro smartphone da OnePlus com "entalhe" e conta com uma tela de 6,28 polegadas feito de AMOLED e resolução de 2280x1080 pixels. OnePlus 6 é apresentado oficialmente com processador Snapdragon 845, com CPU de oito núcleos, 6 ou 8 GB de RAM e armazenamento interno de 64, 128 ou 256 GB. A OnePlus 6 vem de fábrica com o Android 8.1 "Oreo", usando sua personalização do sistema Android, o OxygenOS. As opções de desbloqueio são fornecidas por um sensor de impressão digital na parte traseira ou no reconhecimento facial.